# Vauclerc-et-la-Vallée-Foulon
Vauclerc-et-la-Vallée-Foulon est une ancienne commune française, située dans le département de l'Aisne en région Hauts-de-France. Elle a existé de la fin du XVIIIe siècle à 1923. Complètement détruite pendant la Première Guerre mondiale, le territoire de la commune a été réparti entre deux communes voisines.

## Géographie
La commune avait une superficie de 7,09 km2 (709 hectares) et avait en 1911 une population de 82 habitants. 
Située dans le centre-est du département de l'Aisne, la commune  était composée de deux hameaux, situés de part et d'autre du plateau du chemin des Dames avec trois fermes —  dont celle d'Hurtebise et de celle de La Creute où se situe aujourd'hui le musée de la Caverne du Dragon — et quelques maisons isolées. Le plateau du chemin des Dames est une partie des plateaux du Soissonnais qui s'étend entre les vallées de l'Ailette au nord et de l'Aisne au sud.

## Toponymie
Vauclerc est mentionné sous les formes Valclarus (1134) ; Ecclesia Beatæ-Mariæ-de-Valleclara (1141) ; altare siquidem de Curmanblein que nunc Vallis-Clara (1141) ; Vallis-Clara-in-Laudunesio (1232) ; Vauclers (XIIIe siècle) ; Vadum-Clerum (1239) ; Vaucler-en-Loonois (1292) ; Vaucleir (1293) ; Vaucler (1536) ; Vauclaire (1630).

De l'oïl vau « vallée » et de l'adjectif masculin cler « clair » ; -c adventice.

La Vallée-Foulon est mentionné sous les formes Altare de Luy (1145) ; in valle de Lui (1146) ; Valdevile (1190) ; Vaudelui (1272) ; Vaudeluy (1316) ; Molin-Foulon (1383) ; Vaudeluye (1411) ; Vallée-Foullon (1574).

Le hameau était jadis appelé Luy et les moines de l'Abbaye de Vauclair le nommèrent « La Vallée-Foulon » en raison des deux moulins à fouler le drap qu'ils y créèrent. 
Le foulon est un moulin à eau (Molin-Foulon en 1383) où l’on battait ou foulait les draps de laine ou de chanvre, à l’aide de maillets ou battoirs. Le mot est issu de l’ancien français fole ou folle, attesté au XIIe siècle et prononcé foule, « moulin à foulon où l’on battait le drap », d’où le follon, « machine à pilon » employée à cet effet. Ce dernier terme est issu du latin fullonem, accusatif de fullo, « celui qui presse les étoffes, dégraisseur d’étoffes », du latin populaire *fullare, « fouler, presser ».

## Histoire
Jusqu'à la Révolution, le hameau de Vauclerc était rattaché à l'abbaye de Vauclerc (aujourd'hui Vauclair). Il abritait alors trois moulins : le moulin du Haut, le moulin du Bas et le moulin Foulon qui servait pour travailler les étoffes. 
Créée à la Révolution française, la commune ne disposa ni d'école, ni d'église (rattachée à la paroisse de Vassogne), ni de mairie, le domicile du maire en fonction en faisant office (elle se trouvait ainsi en 1914 à la ferme de Hurtebise,  où habite le maire d'alors, Gustave Adam).
Complètement détruite pendant la guerre de 1914-1918, la commune est supprimée par un décret du 9 septembre 1923 et son territoire est alors partagé en deux parties :
- Le hameau de Vauclerc et la ferme de Hurtebise[2] forment avec Bouconville la nouvelle commune de Bouconville-Vauclerc, renommée Bouconville-Vauclair en 1973.
- Le hameau de la Vallée-Foulon forme avec Oulches la nouvelle commune d'Oulches-la-Vallée-Foulon.

## Administration
Jusqu'à sa suppression en 1923, la commune faisait partie du canton de Craonne dans le département de l'Aisne. Elle appartenait aussi à l'arrondissement de Laon depuis 1801 et au district de Laon entre 1790 et 1795. La liste des maire de Vauclerc-et-la-Vallée-Foulon est :
| Période                                  | Période | Identité        | Étiquette | Qualité                                                                     |
| ---------------------------------------- | ------- | --------------- | --------- | --------------------------------------------------------------------------- |
| ?                                        | 1828    | Jean Sapy       | .         | Mort en cours de mandat                                                     |
| 1828                                     | 1831    | Simon Sapy      | .         | Premier Mandat                                                              |
| 1831                                     | 1842    | Antoine Demoury | .         | Mort en cours de mandat                                                     |
| 1842                                     | 1843    | Simon Sapy      | .         | Assure l'intérim et adjoint                                                 |
| 1843                                     | 1855    | Simon Sapy      | .         | Élu après l'intérim et deuxième mandat                                      |
| 1855                                     | 1873    | Charles Demoury | .         | Mort en cours de mandat Conseiller d arrondissement, juge de Paix suppléant |
| 1873                                     | 1873    | Paul Nice       | .         | Assure l'intérim et adjoint                                                 |
| 1873                                     | 1888    | Paul Nice       | .         | Élu après l'intérim                                                         |
| 1888                                     | 1897    | Georges Sapy    | .         | Démissionnaire en 1897                                                      |
| 1897                                     | 1898    | M. Grenier      | .         | Adjoint et assure l'intérim                                                 |
| 1898                                     | ?       | Gustave Adam    | .         | .                                                                           |
| Les données manquantes sont à compléter. |         |                 |           |                                                                             |

## Démographie
Jusqu'en 1923, la démographie de Vauclerc-et-la-Vallée-Foulon était:
| 1793 | 1800 | 1806 | 1821 | 1831 | 1836 | 1841 | 1846 | 1851 |
| ---- | ---- | ---- | ---- | ---- | ---- | ---- | ---- | ---- |
| 135  | 139  | 103  | 127  | 134  | 157  | 159  | 144  | 142  |

| 1856 | 1861 | 1866 | 1872 | 1876 | 1881 | 1886 | 1891 | 1896 |
| ---- | ---- | ---- | ---- | ---- | ---- | ---- | ---- | ---- |
| 131  | 106  | 103  | 95   | 86   | 78   | 78   | 63   | 68   |

| 1901 | 1906 | 1911 | 1921 | - | - | - | - | - |
| ---- | ---- | ---- | ---- | - | - | - | - | - |
| 62   | 77   | 82   | 0    | - | - | - | - | - |